# Panzer III
Panzerkampfwagen III — німецький легко-середній танк часів Другої світової війни, серійно випускався з 1938 по 1943 рік. Скороченими назвами цього танку були PzKpfw III, Panzer III, Pz III. У відомчому рубрикаторі військової техніки нацистської Німеччини цей танк мав позначення Sd.Kfz. 141 (Sonderkraftfahrzeuge 141 — машина спеціального призначення 141). У радянських історичних документах і популярній літературі PzKpfw III іменувався як «Тип 3», Т-III або Т-3.
Ці бойові машини використовувалися Вермахтом з першого дня Другої світової війни до їх повного знищення в боях. Останні записи про бойове застосування PzKpfw III в штатному складі підрозділів вермахту датуються серединою 1944 року, одиночні танки воювали аж до капітуляції Німеччини. З середини 1941 по початку 1943 року PzKpfw III був основою бронетанкових військ вермахту (панцерваффе) і, незважаючи на значну слабкість у порівнянні з сучасними йому танками країн антигітлерівської коаліції, вніс значний внесок в успіхи вермахту того періоду. Танки цього типу поставлялися арміям країн-союзників Німеччини по Осі. Захоплені PzKpfw III з хорошими результатами використовувалися Червоною армією. На базі PzKpfw III в Німеччині та СРСР створювалися самохідно-артилерійські установки (САУ) різного призначення.

## Історія створення та виробництва
Хоча Німеччині, яка зазнала поразки у Першій світовій війні, за умовами Версальського мирного договору було заборонено мати бронетанкові війська, роботи зі створення бронетехніки велися в ній вже з 1925 року. Першим танком, запущеним у виробництво, став легкий танк PzKpfw I, у той час відомий під кодовим позначенням «малий трактор», (нім. Kleintraktor), розробка якого велася з 1930 року. Разом з тим, недоліки PzKpfw I, що мав екіпаж з двох осіб, кулеметне озброєння та протикульне бронювання, були очевидні ще на етапі його проектування, тому вже незабаром Управлінням озброєнь рейхсверу була сформульована необхідність розробки більш важких танків. Згідно з документами фірми «Крупп» за 1933 рік, Управління озброєнь планувало створення двох танків — трохи більшого, ніж PzKpfw I і озброєного 20-мм гарматою, майбутнього PzKpfw II, розробка якого була доручена фірмі «Даймлер-Бенц» ; та озброєного 37-мм гарматою танка із вагою близько 10 тонн, контракт на розробку якого планувала отримати «Крупп». Остаточне рішення про початок розробки цих двох машин було прийнято після наради керівництва Управління озброєнь з питань визначення пріоритетних програм в умовах нестачі фінансування, що відбулася 11 січня 1934. Формальний дозвіл на початок робіт по танку (нім. Gefechtskampfwagen) було видано Управлінню інспекцією бронетанкових військ 27 січня того ж року.
У лютому 1934 року Управлінням озброєнь був організований конкурс на розробку нового танка, який отримав кодову назву «танк командира взводу» (нім. Zugführerwagen) або ZW. Після дослідження можливостей різних компаній, до участі в конкурсі були запрошені чотири фірми: «Даймлер-Бенц», «Крупп», MAN і «Рейнметалл». Технічні вимоги до танка включали в себе:
- маса близько 10 тонн;
- озброєння з 37-мм гармати у обертаємій башті;
- максимальна швидкість не менше 40 км/год;
- використання двигуна HL 100 потужністю 300 к. с. виробництва фірми «Майбах», трансмісії SSG 75 фірм Zahnradfabrik Friedrichshafen, механізму повороту типу Wilson-Cletrac і гусениць Kgs.65/326/100.

Після вивчення попередніх проектів, представлених «Даймлер-Бенц», MAN і «Рейнметалл», Управлінням озброєнь влітку 1934 року були видані замовлення на виробництво прототипів :
- «Даймлер-Бенц» — два прототипи шасі;
- M.A.N. — Один прототип шасі;
- «Крупп» — два прототипи башти;
- «Рейнметалл» — один прототип башти.

За результатами випробувань прототипів, було вибрано шасі «Даймлер-Бенц», перший примірник якого був зібраний в серпні 1935 року. На додаток до перших шасі, позначається як ZW1 і ZW2, «Даймлер-Бенц» отримала контракт на створення ще двох поліпшених прототипів — ZW3 і ZW4. Два прототипи башти «Крупп» було закінчено ще в серпні 1934 року, але остоточно вони були обрані тільки після порівняльних випробувань їх разом із баштами «Рейнметалл» на прототипах шасі Panzerkampfwagen III Ausf. A, B, C і D
Замовлення на виробництво «нульової серії» з 25 танків, призначеної для військових випробувань, було видане Управлінням озброєнь у грудні 1935 року, при цьому випуск перших танків був намічений на жовтень 1936 року із тим, щоб передати всі 25 машин у війська вже до 1 квітня 1937 року. На той час позначення танка кілька разів змінювалося, поки наказом від 3 квітня 1936 року не було встановлено в остаточному варіанті — Panzerkampfwagen III.
Контракт на виробництво першої досерійної партії (1.Serie/ZW) з 10 машин був виданий фірмі «Даймлер-Бенц», башти ж для танків повинна була поставити «Крупп». Крім них, у виробництві було задіяно ряд інших фірм, які виробляли окремі вузли та компоненти танка. Так, броньові корпуси та бронювання башт виготовлялися фірмою «Дойче Едельштальверке», ряд інших фірм поставляли оптичні прилади і компоненти силової установки та ходової частини. Десять машин цієї серії, які отримали пізніше позначення Ausführung A (Ausf. A — «модель А»), були розвитком конструкції прототипу ZW1. Характерною особливістю цієї модифікації була ходова частина, з п'ятьма опорними котками великого діаметру з індивідуальною підвіскою на вертикальних пружинах та двома підтримувальними котками з кожного борту. Маса Ausf. A становила 15 тонн, максимальна ж швидкість виявилася нижче вимог замовника і склала лише 35 км/год. «Даймлер-Бенц» планувала завершити збирання двох шасі ще до листопаду 1936 року, але реально початок виробництва Ausf.A затягнувся до 1937 року. Точні дати випуску машин цієї модифікації невідомі, проте відомий їх приблизний період — між 1 травня 1937 року, коли, згідно зі звітами, ще не було прийнято жодного танку і 1 жовтня того ж року, коли на озброєнні значилося вже 12 PzKpfw III.

## Panzerkampfwagen III Ausf. A, B, C і D

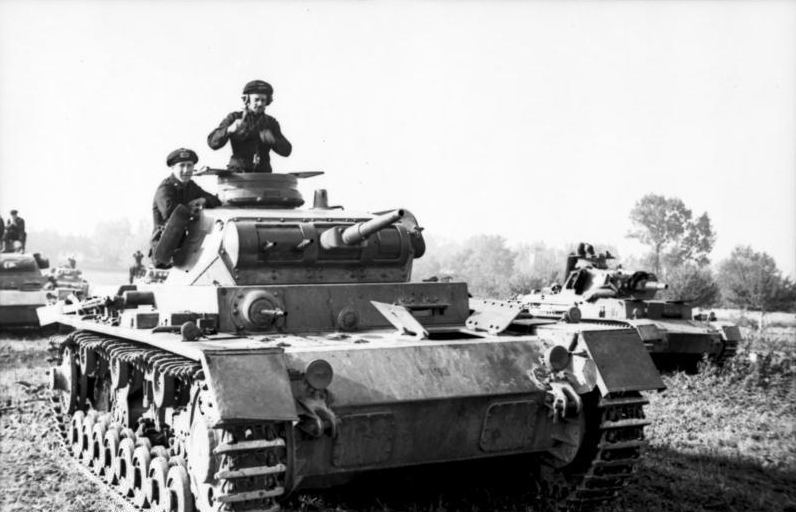
Panzer III Ausf. B, Польща 1 вересня 1939 року.

Друге замовлення, видане «Даймлер-Бенц» і «Крупп», передбачало виробництво другої досерійної партії (2.Serie/ZW) з 15 машин, які представляли собою розвиток прототипу ZW3 та отримали позначення Ausf.B. Від Ausf.A їх відрізняла насамперед ходова частина, що мала з кожного борту по 8 опорних котків малого діаметру, зблокованих попарно у візки, підвішені на двох групах листових ресор та обладнаних гідравлічними амортизаторами. Крім цього, в конструкцію танка був внесений ряд менш значних змін. П'ять шасі Ausf.B були перенаправлені для виробництва нульової серії САУ Sturmgeschütz III; отже, згідно з німецькою документацією лише 10 з них були завершені як танки, хоча багато джерел кажуть про 15 випущених танків цієї модифікації. Виробництво танків цієї модифікації почалося після завершення робіт над машинами з партії Ausf.A, а останні танки Ausf.B були доставлені у війська до кінця листопада — початку грудня 1937 року.
Замовлення на третю досерійну партію PzKpfw III (3.Serie/ZW) з 40 танків також надійшло «Даймлер-Бенц» і «Крупп», також до випуску було залучено низку як колишніх, так і нових субпідрядників для окремих вузлів та компонентів танку. 3.Serie/Z.W. містила в собі дві партії — 3a.Serie/ZW з 15 машин і 3b.Serie/Z.W. з 25 машин, які отримали позначення, відповідно, Ausf.C і Ausf.D. Конструктивно Ausf.C відрізнялися від танків Ausf.B насамперед зміненою підвіскою, 8 котків з кожного борту тепер були скомпоновані у три візки — крайні по два котки та середній з чотирьох котків, як і раніше підвішених на листових ресорах, а крайні візки також і на амортизаторах. Крім цього, були вдосконалені агрегати силової установки, передусім механізм повороту та бортові передачі. Виробництво Ausf.C велося з середини 1937 по січня 1938 року.
Останньою досерійною модифікацією PzKpfw III стала Ausf.D. Танки цієї модифікації відрізнялися доопрацьованою кормовою частиною корпусу та командирською башточкою нової конструкції, а також змінами в силовій установці та елементах підвіски. Багато особливостей Ausf.D, наприклад, конструкція кормової частини, перейшли згодом на серійні машини. З приводу бронювання танків цієї модифікації, думки істориків розходяться. Традиційною є версія про 30-мм вертикальне бронюванні Ausf.D, як і на танках перших серійних модифікацій, за різними даними, таке бронювання мали всі, або ж всі за винятком перших 5 машин, танки Ausf.D. Однак ця версія оскаржується істориком Т. Йенцем, який вказує на те, що ці дані, як і багато інших, походять зі звітів британської розвідки, написаних під час Другої світової війни та незабаром після неї, та є лише помилковими припущеннями. Сам Йенц, ґрунтуючись на німецьких документах того періоду, стверджує, що бронювання всіх танків Ausf.D залишалося незмінним у порівнянні із попередніми модифікаціями, а 30-мм броню мала лише нова командирська башточка. Виробництво Ausf.D почалося в січні 1938 року, одразу після завершення випуску Ausf.C. За німецькими документами, у звіті за 1 липня 1938 значилися на озброєнні 56 танків Ausf. A — Ausf.D, але, за версіями істориків, останні Ausf.D були випущені ще в червні або липні 1938 року. Початкове замовлення Ausf.D склало 25 машин. Проте у зв'язку із тим, що 5 шасі Ausf.B були виділені раніше на будівництво САУ- вже виготовлені для них верхні частини корпусу та башти залишилися невикористаними; тож Управління озброєнь замовило «Даймлер-Бенц» виготовлення 5 додаткових шасі в 3b.Serie/ZW. Проте виробництво наступних серій PzKpfw III вже стало на той час пріоритетнішим завданням; тому закінчення цих п'яти машин затягнулося до жовтня 1940 року (у деяких документах вони позначаються як 3c.Serie/ZW). Усього, таким чином, було виготовлено 30 танків модифікації Ausf.D; хоча деякі джерела називають цифри в 29 або навіть 50 машин.
| Виробництво різних модифікацій PzKpfw III в період 1937–1943 |           |           |
| модифікація                                                  | період    | Кількість |
| PzKpfw III Ausf. A                                           | 1937      | 15        |
| PzKpfw III Ausf. B                                           | 1937      | 15        |
| PzKpfw III Ausf. C                                           | 1937–1938 | 15        |
| PzKpfw III Ausf. D                                           | 1938      | 30        |
| PzKpfw III Ausf. E                                           | 1938–1939 | 96        |
| PzKpfw III Ausf. F                                           | 1939–1940 | 435       |
| PzKpfw III Ausf. G                                           | 1940–1941 | 600       |
| PzKpfw III Ausf. H                                           | 1940–1941 | 308       |
| PzKpfw III Ausf. J                                           | 1941–1942 | 1549      |
| PzKpfw III Ausf. J                                           | 1941–1942 | 1067      |
| PzKpfw III Ausf. L                                           | 1942      | 653       |
| PzKpfw III Ausf. M                                           | 1942–1943 | 250       |
| PzKpfw III Ausf. N                                           | 1942–1943 | 700       |

## Модифікації

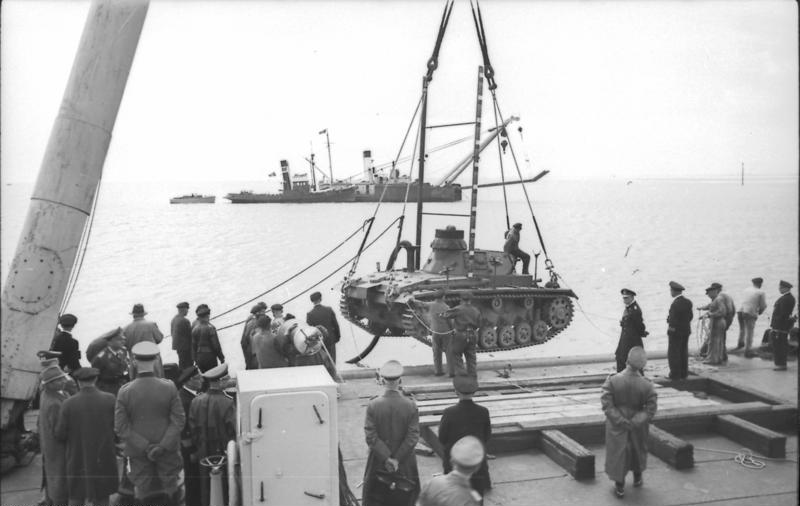
Tauchpanzer III

Наприкінці літа 1940 року 168 танків Panzerkampfwagen III версій F, G і Н були переобладнані для руху під водою і повинні були використовуватися при висадці на англійське узбережжі. Глибина занурення становила 15 м; свіже повітря подавався шлангом довжиною 18 м і діаметром 20 см. Навесні 1941 року досліди були продовжені вже з 3,5-м трубою — «шнорхель». Оскільки висадка в Англію не відбулася, деяка кількість таких танків зі складу 18-ї танкової дивізії 22 червня 1941 подолала по дну Західний Буг.

## ТТХ
| ТТХ ранніх модифікацій Pz.Kpfw.III        |                            |                            |                            |                            |                            |                                   |                             |
|                                           | Pz.Kpfw.III Ausf.A         | Pz.Kpfw.III Ausf.B         | Pz.Kpfw.III Ausf.C         | Pz.Kpfw.III Ausf.D         | Pz.Kpfw.III Ausf.E         | Pz.Kpfw.III Ausf.F                | Pz.Kpfw.III Ausf.G          |
| розміри                                   |                            |                            |                            |                            |                            |                                   |                             |
| бойова масса, т                           | 15,4                       | 15,9                       | 16,0                       | 16,0                       | 19,5                       | 19,8                              | 20,3                        |
| довжина, м                                | 5,69                       | 5,67                       | 5,85                       | 5,92                       | 5,38                       | 5,38                              | 5,41                        |
| Ширина, м                                 | 2,81                       | 2,81                       | 2,82                       | 2,82                       | 2,91                       | 2,91                              | 2,95                        |
| Висота, м                                 | 2,34                       | 2,39                       | 2,42                       | 2,42                       | 2,44                       | 2,44                              | 2,44                        |
| броня, мм                                 |                            |                            |                            |                            |                            |                                   |                             |
| Лоб корпуса                               | 15                         | 15                         | 15                         | 15                         | 30                         | 30                                | 30                          |
| Борти і корма корпуса                     | 15                         | 15                         | 15                         | 15                         | 21—30                      | 21—30                             | 30                          |
| Лоб башти                                 | 15                         | 15                         | 15                         | 15                         | 30                         | 30                                | 30—37                       |
| Борти і корма башти                       | 15                         | 15                         | 15                         | 15                         | 30                         | 30                                | 30                          |
| дах                                       | 10                         | 10                         | 10                         | 10                         | 12—17                      | 12—17                             | 12—17                       |
| днище                                     | 5                          | 5                          | 5                          | 5                          | 16                         | 16                                | 16                          |
| озброєння                                 |                            |                            |                            |                            |                            |                                   |                             |
| гармата                                   | 1 × 37-мм KwK 36           | 1 × 37-мм KwK 36           | 1 × 37-мм KwK 36           | 1 × 37-мм KwK 36           | 1 × 37-мм KwK 36           | 1 × 37-мм KwK 36 або 50-мм KwK 38 | 1 × 50-мм KwK 38            |
| кулемети                                  | 3 × 7,92-мм MG-34          | 3 × 7,92-мм MG-34          | 3 × 7,92-мм MG-34          | 3 × 7,92-мм MG-34          | 3 × 7,92-мм MG-34          | 3 × 7,92-мм MG-34                 | 2 × 7,92-мм MG-34           |
| боекомплект, снарядів/патронів            | 150/4500                   | 121/4500                   | 121/4500                   | 121/4500                   | 131/4500                   | 131/4500                          | 99/2700                     |
| рухливість                                |                            |                            |                            |                            |                            |                                   |                             |
| двигун                                    | Maybach HL 108TR 250 л. с. | Maybach HL 108TR 250 л. с. | Maybach HL 108TR 250 л. с. | Maybach HL 108TR 250 л. с. | Maybach HL 120TR 300 л. с. | Maybach HL 120TRM 300 л. с.       | Maybach HL 120TRM 300 л. с. |
| питома потужність, л. с./т                | 16,2                       | 15,7                       | 15,6                       | 15,6                       | 15,4                       | 15,2                              | 14,8                        |
| максимальна швидкість по шосе км/год      | 35                         | 40                         | 40                         | 40                         | 40                         | 40                                | 68                          |
| швидкість по перетятій місцевості, км/год | 18                         | 18                         | 18                         | 18                         | 18                         | 18                                | 18                          |
| запас ходу по шосе, км                    | 165                        | 165                        | 165                        | 165                        | 165                        | 165                               | 165                         |
| запас ходу по перетятій місцевості, км    | 95                         | 95                         | 95                         | 95                         | 95                         | 95                                | 95                          |
| питомий тиск на ґрунт, кг/см2             | 0,63                       | н/д                        | н/д                        | н/д                        | 0,95                       | 0,95                              | 0,95                        |
| подоланний рів, м                         | 2,7                        | 2,3                        | 2,3                        | 2,3                        | 2,0                        | 2,0                               | 2,0                         |
| подоланна стінка, м                       | 0,6                        | 0,6                        | 0,6                        | 0,6                        | 0,6                        | 0,6                               | 0,6                         |
| подоланний брід, м                        | 0,8                        | 0,8                        | 0,8                        | 0,8                        | 0,8                        | 0,8                               | 0,8                         |

| ТТХ пізніх модифікацій Pz.Kpfw.III     |                             |                             |                             |                             |                             |                             |
|                                        | Pz.Kpfw.III Ausf.H          | Pz.Kpfw.III Ausf.J          | Pz.Kpfw.III Ausf.J1         | Pz.Kpfw.III Ausf.L          | Pz.Kpfw.III Ausf.M          | Pz.Kpfw.III Ausf.N          |
| розміри                                |                             |                             |                             |                             |                             |                             |
| бойова масса, т                        | 21,8                        | 21,5                        | 21,5                        | 22,7                        | 22,7                        | 23,0                        |
| довжина, м                             | 5,41                        | 5,52                        | 5,52/6,28                   | 5,52/6,28                   | 5,52/6,41                   | 5,52                        |
| Ширина, м                              | 2,95                        | 2,95                        | 2,95                        | 2,95                        | 2,95                        | 2,95                        |
| Висота, м                              | 2,44                        | 2,50                        | 2,50                        | 2,50                        | 2,50                        | 2,50                        |
| броня, мм                              |                             |                             |                             |                             |                             |                             |
| Лоб корпуса                            | 30+30                       | 50                          | 50                          | 50—50+20                    | 50—50+20                    | 50—50+20                    |
| Борти і корма корпуса                  | 30—30+30                    | 30—50                       | 30—50                       | 30—50                       | 30—50                       | 30—50                       |
| Лоб башти                              | 30—37                       | 30—50                       | 30—50                       | 57—50+20                    | 57—50+20                    | 57—50+20                    |
| Борти і корма башти                    | 30                          | 30                          | 30                          | 30                          | 30                          | 30                          |
| дах                                    | 10—17                       | 10—17                       | 10—17                       | 10—18                       | 10—18                       | 10—18                       |
| днище                                  | 16                          | 16                          | 16                          | 16                          | 16                          | 16                          |
| озброєння                              |                             |                             |                             |                             |                             |                             |
| гармата                                | 1 × 50-мм KwK 38            | 1 × 50-мм KwK 38            | 1 × 50-мм KwK 39            | 1 × 50-мм KwK 39            | 1 × 50-мм KwK 39            | 1 × 75-мм KwK 37            |
| кулемети                               | 2 × 7,92-мм MG-34           | 2 × 7,92-мм MG-34           | 2 × 7,92-мм MG-34           | 2 × 7,92-мм MG-34           | 2 × 7,92-мм MG-34           | 2 × 7,92-мм MG-34           |
| боекомплект, снарядів/патронів         | 99/2700                     | 99/2700                     | 84/2700                     | 92/4950                     | 92/3750                     | 56/3450                     |
| рухливість                             |                             |                             |                             |                             |                             |                             |
| двигун                                 | Maybach HL 120TRM 300 к. с. | Maybach HL 120TRM 300 к. с. | Maybach HL 120TRM 300 к. с. | Maybach HL 120TRM 300 к. с. | Maybach HL 120TRM 300 к. с. | Maybach HL 120TRM 300 к. с. |
| питома потужність, к. с./т             | 13,8                        | 14,0                        | 14,0                        | 13,2                        | 13,2                        | 13,0                        |
| максимальна швидкість по шосе км/год   | 64                          | 40                          | 40                          | 40                          | 40                          | 40                          |
| Середня швидкість по ґрунту, км/год    | 18                          | 18                          | 18                          | 18                          | 18                          | 18                          |
| запас ходу по шосе, км                 | 165                         | 155                         | 155                         | 155                         | 155                         | 155                         |
| запас ходу по перетятій місцевості, км | 95                          | 85                          | 85                          | 85                          | 85                          | 85                          |
| питомий тиск на ґрунт, кг/см2          | 0,94                        | 0,94                        | 0,94                        | 0,94                        | 0,94                        | 0,94                        |
| подоланний рів, м                      | 2,0                         | 2,0                         | 2,0                         | 2,0                         | 2,0                         | 2,0                         |
| подоланна стінка, м                    | 0,6                         | 0,6                         | 0,6                         | 0,6                         | 0,6                         | 0,6                         |
| подоланний брід, м                     | 0,8                         | 0,8                         | 0,8                         | 1,3                         | 1,3                         |                             |

## Конструкція
PzKpfw III мав компонування із розташуванням моторного відділення в кормовій, трансмісійного відділення — у передній, а відділення управління та бойового відділення — у середній частині танка. Екіпаж PzKpfw III складався з п'яти осіб: механіка-водія та стрільця-радиста, які перебували у відділенні управління і командира, навідника та заряджаючого, які розміщувалися в тримісній вежі.

## Озброєння
| Таблиця бронепробійності гармати PzKpfw III при куті зустрічі 30 °, мм                   |                      |                      |                      |                      |                      |                   |                   |                   |                   |                   |                   |                   |                   |                   |                   |
| Марка гармати                                                                            | 37 mm KwK 35/36 L/45 | 37 mm KwK 35/36 L/45 | 37 mm KwK 35/36 L/45 | 37 mm KwK 35/36 L/45 | 37 mm KwK 35/36 L/45 | 50 mm KwK 38 L/42 | 50 mm KwK 38 L/42 | 50 mm KwK 38 L/42 | 50 mm KwK 38 L/42 | 50 mm KwK 38 L/42 | 50 mm KwK 39 L/60 | 50 mm KwK 39 L/60 | 50 mm KwK 39 L/60 | 50 mm KwK 39 L/60 | 50 mm KwK 39 L/60 |
| дальність, м                                                                             | 100                  | 500                  | 1000                 | 1500                 | 2000                 | 100               | 500               | 1000              | 1500              | 2000              | 100               | 500               | 1000              | 1500              | 2000              |
| Panzergranate 39                                                                         | 35                   | 29                   | 22                   | 20                   | —                    | 53                | 43                | 32                | 24                | —                 | 67                | 57                | 44                | 34                | —                 |
| Panzergranate 40                                                                         | 64                   | 31                   | —                    | —                    | —                    | 94                | 55                | 21                | —                 | —                 | 130               | 72                | 38                | —                 | —                 |
| Pzgr 39 — бронебійний снаряд з бронебійним наконечником; Pzgr 40 — підкаліберний снаряд. |                      |                      |                      |                      |                      |                   |                   |                   |                   |                   |                   |                   |                   |                   |                   |

Основне озброєння танків модифікацій А-G — гармата 3,7 cm KwK L/45 калібру 37 мм фірми «Рейнметалл-Борзіг». Довжина ствола гармати — 45 калібрів (1717 мм). Маса гармати — 195 кг. Вертикальне наведення — в межах від −10 ° до 20 °. Затвір — клиновий, вертикальний, напівавтоматичний. Спуск — електричний. Швидкострільність — 15-18 постр/хв. У боєкомплект гармати входили постріли з бронебійними (PzGr, маса 0,685 кг, початкова швидкість 745 м/с), підкаліберним (PzGr 40, маса 0,368 кг, 1020 м/с) і осколково-фугасними (SprGr 18, 0,615 кг, 725 м/с) снарядами. Боєкомплект складався з 150 (Ausf А), 121 (В-D) або 131 пострілу (Е-G).
Танки модифікацій G-J озброювалися гарматою 5 cm KwK 38 L/42 калібру 50 мм, також розробленою конструкторами фірми «Рейнметалл-Борзіг». Довжина ствола гармати — 42 калібри (2100 мм). Маса гармати — близько 400 кг. Кути вертикального наведення — від −10 ° до 20 °. Затвір — вертикально-клиновий із напівавтоматикою копірного типу. Спусковий механізм гармати — електричний, розташований на рукоятці маховика поворотного механізму.
Швидкострільність — 15 постр/хв. Противідкатні пристрої складалися з гідравлічного гальма відкату й гідропневматичного накатнику та розташовувалися з боків ствола: з правого боку — гальмо відкату, з лівого — накатник.
Для стрільби з гармати KwK 38 використовувалися унітарні постріли з бронебійними снарядами PzGr і PzGr 39 (маса 2,06 кг, початкова швидкість 685 м/с), підкаліберним PzGr 40 (0,925 кг, 1050 м/с) і осколково-фугасними SprGr 38 (1,823 кг, 450 м/с). Боєкомплект танків цих модифікацій складався з 97 — 99 пострілів.
Бойові машини варіантів J-М озброювалися гарматою 5 cm KwK 39 L/60 калібру 50 мм. Довжина ствола — 60 калібрів (3000 мм). Маса гармати 435 кг. Тип затвора, принцип дії напівавтоматики, противідкатні пристрої, спусковий механізм та багато інших вузлів були ідентичні гарматі KwK 38. Основна відмінність полягала у більшій довжині зарядної камори, пов'язаній із збільшенням з 288 до 420 мм довжини гільзи.
Для стрільби використовувалися постріли з бронебійними снарядами PzGr KwK 39 і PzGr 39 KwK 39 (маса 2,06 кг, початкова швидкість 835 м/с), підкаліберними PzGr 40 KwK 39 (0,925 кг, 1190 м/с) і PzGr 40/1 KwK 39 (1,07 кг, 1130 м/с) і осколково-фугасними SprGr 38 KwK 39 (1,82 кг, 550 м/с). Число пострілів в боєкомплекті коливалося від 84 (Ausf J) до 92 (Ausf L і М).
Танки PzKpfw III Ausf N озброювалися гарматою 7,5 cm KwK 37 калібру 75 мм. Довжина ствола гармати — 24 калібри (1765,3 мм). Маса гармати — 490 кг. Вертикальна наводка — в межах від 10 ° до 20 °. Гармата мала вертикальний клиновий затвір та електроспуск. У її боєкомплект входили постріли із бронебійними снарядами KgrRotPz (маса 6,8 кг, початкова швидкість 385 м/с), кумулятивними Gr 38Н1/А, Gr 38Н1/В і Gr 38Н1/С (4,44 … 4,8 кг , 450 … 485 м/с), димовими NbGr (6,21 кг, 455 м/с) і осколково-фугасними (5,73 кг, 450 м/с). Боєкомплект гармати складався з 56 пострілів в танків, переобладнаних з Ausf L та 62 пострілів в танків, переобладнаних з Ausf М.
У модифікацій А-G з 37-мм гарматою були спарені два кулемети MG-34 фірми «Рейнметалл-Борзіг» калібру 7,92 мм. Третій кулемет MG-34 встановлювався в лобовому листі корпусу. Боєкомплект кулеметів складався з 4425 патронів.
В танків варіантів G-М із 50-мм гарматою був спарений тільки один кулемет MG-34. Другий розміщувався в лобовому бронелисті корпусу в кульовій установці Kugelblende 30 (Ausf Е-Н) або Kugelblende 50 (Ausf J-N). На командирських башточках танків варіантів L-N на спеціальному пристрої Fliegerbeschutzgerat 41 або 42 можна було встановити зенітний кулемет. Боєкомплект кулеметів на машинах з 50-мм гарматами коливався від 2700 до 4950 патронів.
Танки з 37-мм гарматами оснащувались монокулярними телескопічними прицілами TZF 5а, з 50-мм KwK 38 — TZF 5d, з 50-мм KwK 39 — TZF 5е. У танках Ausf N встановлювалися приціли TZF 5b. Всі ці приціли мали 2,4-кратне збільшення. Курсовий кулемет MG-34 оснащувався 1,8-кратним телескопічним прицілом KZF 2.

## Двигун

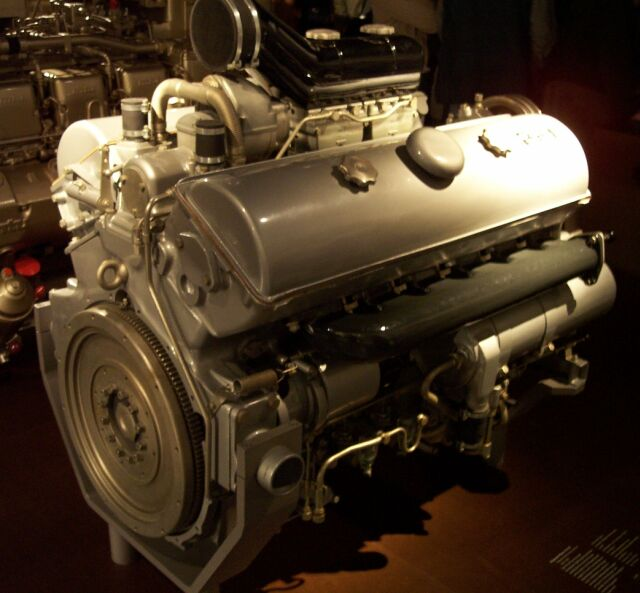
Maybach HL120

На танках встановлювалися двигуни «Майбах» HL 108TR, HL 120TR і HL 120TRM, 12-циліндрові, V-подібні (розвал циліндрів 60 °), карбюраторні, чотиритактні потужністю 250 к.с. (HL 108) і 300 к.с. (HL 120) при 3000 об/хв. Діаметри циліндрів — 100 та 165 мм. Хід поршня — 115 мм. Ступінь стиснення — 6.5. Робочий об'єм — 10 838 см³ і 11 867 см³. Всі двигуни мали однакову конструкцію.
Паливо — етилований бензин з октановим числом не нижче 74. У паливну систему танків Ausf А-D входили два бензобака загальною ємністю 300 л. Машини варіантів Е-N мали один бензобак об'ємом 320 л, що розташовувався в кормовій частині танка праворуч від двигуна. Витрата палива на 100 км при русі по шосе — 287 л. Подача палива примусова, за допомогою двох (у модифікацій G-N — трьох) паливних насосів діафрагмового типу Solex ЕР100. Карбюраторів — два, марки Solex 40 JFF II.
Система охолодження — рідинна, з двома радіаторами та двома вентиляторами. Об'єм системи охолодження — 70 л.
Трансмісія складалася з карданної передачі, головного фрикціону, коробки передач, механізмів повороту та бортових передач.
На танках модифікацій А-С встановлювалися багатодисковий головний фрикціон та п'ятишвидкісна коробка передач. Машини Ausf D оснащувались шестишвидкісною коробкою передач. На машинах інших модифікацій використовувались трансмісії трьох типів:
— З шестишвидкісною механічною коробкою передач, сухим головним фрикціоном механічного управління та механічним керуванням гальм;
— З шестишвидкісною механічною коробкою передач, сухим головним фрикціоном механічного управління та гідравлічним управлінням гальм;
— З десятишвидкісною безвальною механічною коробкою передач та працюючим в маслі багатодисковим головним фрикціоном з преселекторним пневмогідравлічним управлінням та гідравлічним приводом гальм.
Вибір передачі проводився важелем селектора, розташованим праворуч від механіка-водія на коробці передач. При зміні положення важеля нова передача не вмикалась, відкривалися лише ті чи інші клапани пневматичної системи — таким чином підготовлювали вмикання обраної передачі. У потрібний момент механік-водій вмикав передачу, натискаючи на педаль. Окрім десяти передач вперед, коробка з пневмогідравлічним преселекторним управлінням мала чотири передачі назад. Перемикання з переднього ходу на задній та вмикання нейтрального положення виконувалось за допомогою важеля реверсу. Для вирівнювання кутових швидкостей шестерень в коробці було два центральних синхронізатори.
При механічному управлінні головний фрикціон вмикався звичайним способом — педаллю, з'єднаною із вижимною муфтою за допомогою тяги, а передачі — за допомогою куліси при вимкненому головному фрикціоні.
Передача моменту обертання з коробки передач до бортових передач проводилася правим та лівим одноступінчастими планетарними механізмами, змонтованими в один агрегат.

## Ходова частина

ходові частини

Ходова частина танків модифікації А складалась, щодо одного борту, з п'яти здвоєних обгумованих опорних котків великого діаметра, двох обгумованих підтримуючих котків, провідного колеса переднього розташування та напрямного колеса. Підвіска — індивідуальна, пружинна.
В танків Ausf В-D у ходову частину входило вісім здвоєних обгумованих опорних котків малого діаметра на борт, зблокованих попарно у чотири візки, підвішених на чверть-або напівеліптичних листових ресорах. Різниця між підвісками цих танків є головним чином у кількості та розташуванні ресор і амортизаторів. Число підтримуючих котків збільшилась до трьох. Гусениця мала ширину 360 мм.
Починаючи з модифікації Е, ходова частина складалась з шести здвоєних обгумованих опорних котків діаметром 520 мм та трьох підтримуючих котків діаметром 310 мм.
Підвіска — індивідуальна, торсіонна. Особливостями підвіски були: кріплення нерухомого кінця торсіону спеціальним пальцем, що вставляється в кронштейн; наявність напрямного пристрою, призначеного для розвантаження деталей підвіски від бічних зусиль; наявність гідравлічних телескопічних амортизаторів на 1-м і 6-м опорних котках. Ведучі колеса переднього розташування мали два знімних зубчастих вінця по 21 зубу кожен. Зачеплення цівочне.
Гусениці сталеві, з 93-94 одногребневих траків кожна. Ширина гусениці коливалася з 360 мм у машин модифікацій Е-G до 400 мм в пізніших версій. У осінньо-зимовий період могла використовуватися так звана «східна гусениця» Ostkette шириною 550 мм.

## Електроустаткування
Електроустаткування було виконано по однодротовій схемі. Напруга 12 В.
Джерела: генератори «Bosch» GQL 300/12-900RS36 потужністю 300 Вт (Ausf А-D і Ausf G), або «Бош» GTLN 700/12-1500 потужністю 700 Вт (Ausf Е-F), або «Бош» GTLN 600/12-1500 потужністю 600 Вт (Ausf Н-N і Flammpanzer III; два акумулятори «Бош» ємністю 105 а/ч.
Споживачі: електростартер (для ручного запуску двигуна використовувався механічний стартер інерційного типу), система запалювання, баштовий вентилятор (Ausf G-N), контрольні прилади, підсвічування прицілів, прилади звукової та світлової сигналізації, апаратура внутрішнього і зовнішнього освітлення, звуковий сигнал, спуск гармати.
Всі танки PzKpfw III оснащувалися радіостанцією FuG 5, розміщеної над коробкою передач, ліворуч від стрільця-радиста. Дальність дії — 6,4 км телефоном та 9,4 км телеграфом. Внутрішній зв'язок між членами екіпажу здійснювалася за допомогою ТПУ[що це?] та світлосигнального приладу.

## Використання
Pz III використовувалися на всіх театрах військових дій — від Східного фронту до африканської пустелі, всюди користуючись любов'ю німецьких танкістів. Зручності, створені для роботи екіпажу, можна було вважати взірцем для наслідування. Їх не мав жоден радянський, англійський чи американський танк того часу. Прекрасні прилади спостереження та прицілювання дозволяли PzKpfw III успішно боротися з потужнішими Т-34, КВ-1 та Matilda в тих випадках, коли останні не встигали його виявити.

## Організаційно-штатна структура
Озброєння танкових дивізій було різноманітним, тому що кожна дивізія комплектувалася по-різному. У 1939—1942 роках вони мали у своєму складі легкі танки Pz.I, Pz.II, чеські Pz.35 (t), Pz.38 (t), середні Pz.III, Pz.IV і величезна кількість САУ на їх основі, бронетранспортери: легкі Sd Kfz 250 і середні Sd Kfz 251, бронеавтомобілі SdKfz 234/2 Schwerer Panzerspähwagen «Puma» та ін Командирські танки озброювалися тільки кулеметами, стволи гармат були бутафорськими. З кінця 1940 року при реорганізації танкових дивізій основною машиною легкої танкової роти став Pz-III (17 Pz-III та 5 Pz-II в кожній), а середній — Pz-IV (14 штук та 5 Pz-II). Особисте озброєння танкістів вермахту: пістолет-кулемет MP 40, пістолет Walther P38, або Parabellum P08, гранати (можливо).

## Камуфляж, тактичні та розпізнавальні знаки

### Камуфляж
Panzer III було пофарбовано у стандартний німецький сірий колір «Panzer Grau». Але наростання обґрунтованого невдоволення темно-сірим забарвленням в середовищі фронтовиків порушило питання про необхідність нової системи камуфляжу для фарбування бойових і транспортних машин. Теоретична посилка про те, що техніка буде ховатися в тіні дерев і будівель, на практиці зазнала краху. На Східному фронті німецьким водіям тижнями доводилося рухатися відкритими просторами й дрібноліссям, де темно-сірий колір надто контрастував з фоном, було розроблено новий темно-зелений камуфляж, яким фарбували останні партії Panzer III.

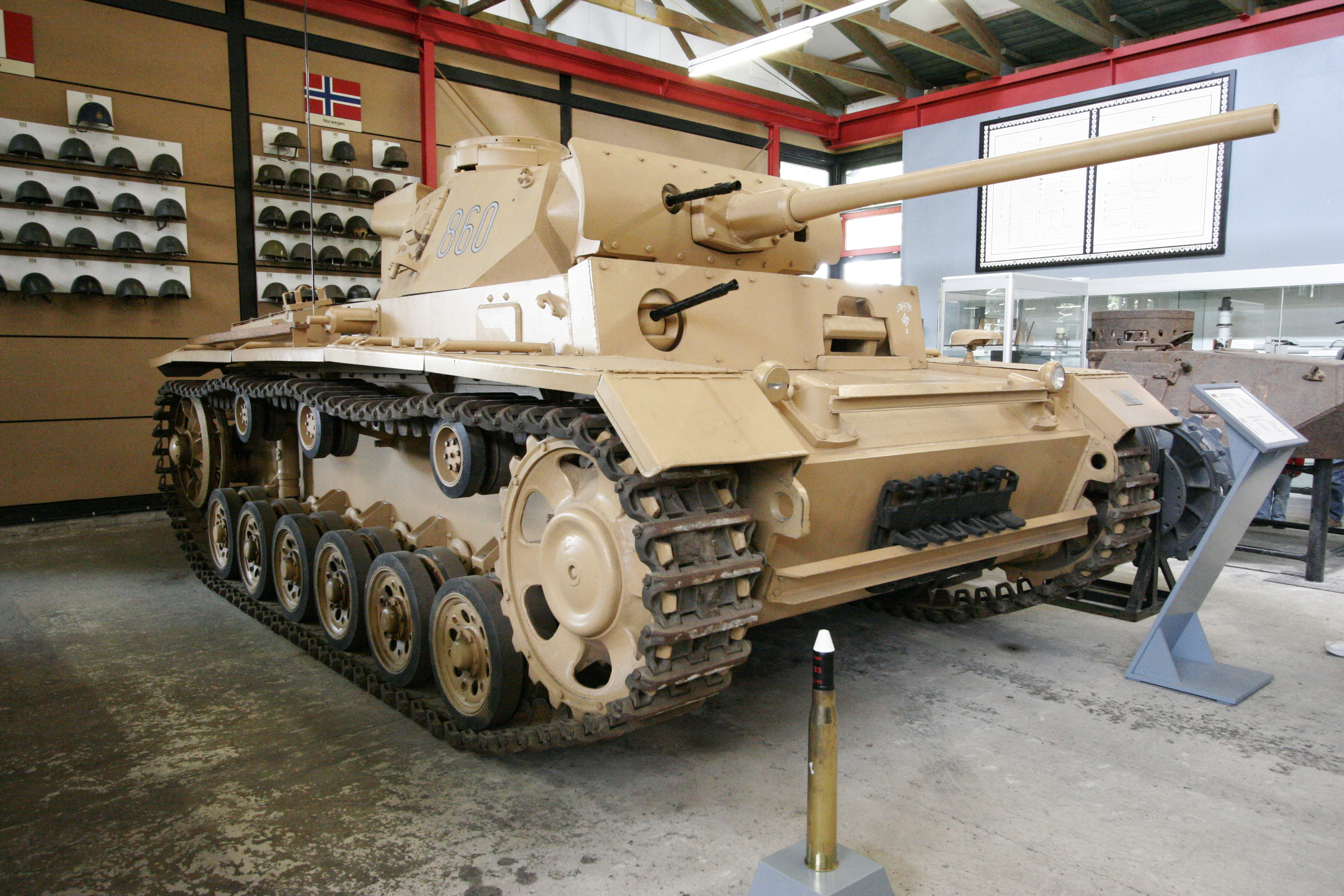
камуфляж африканського корпусу"
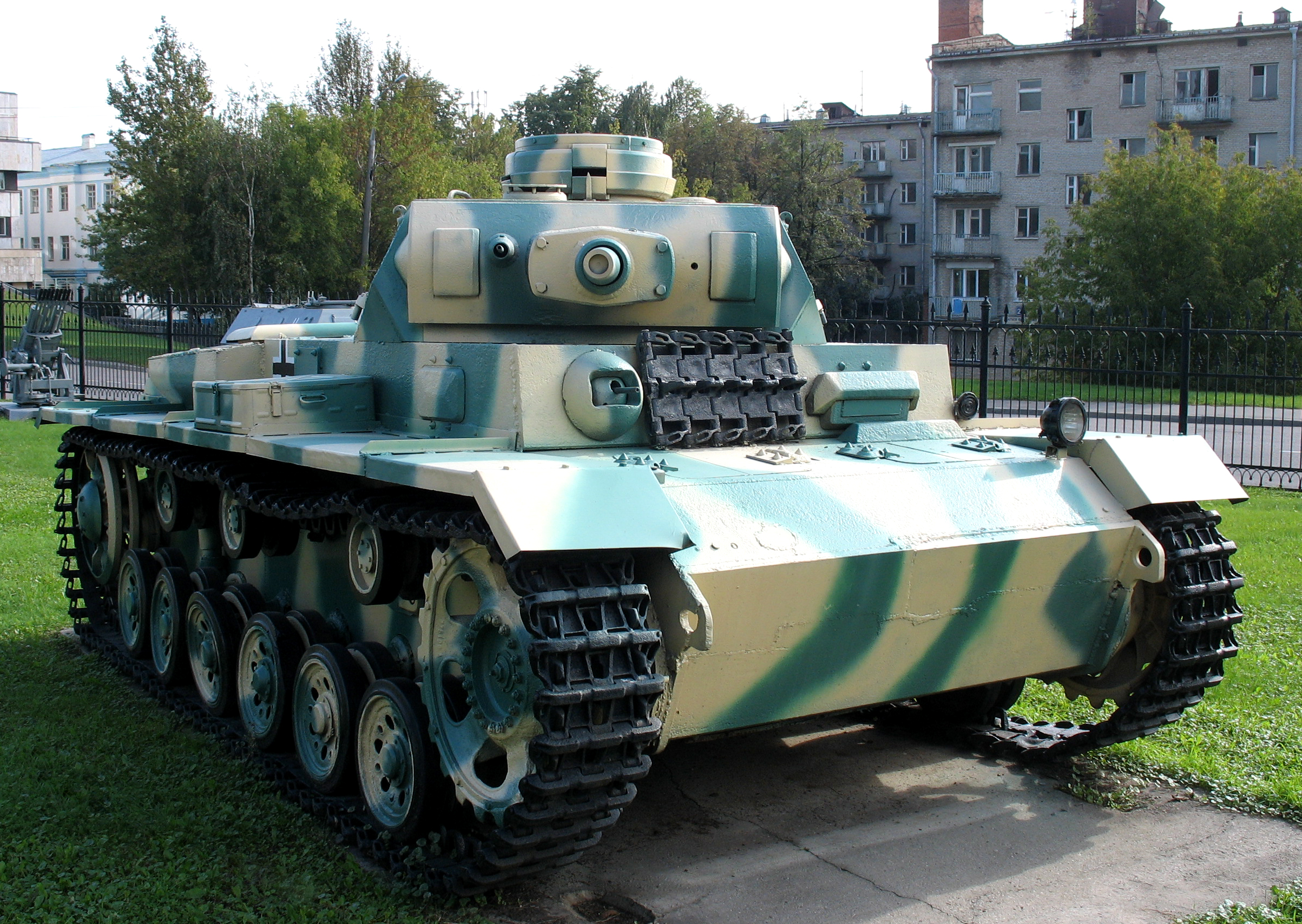
зелено-жовтий варіант камуфляжу
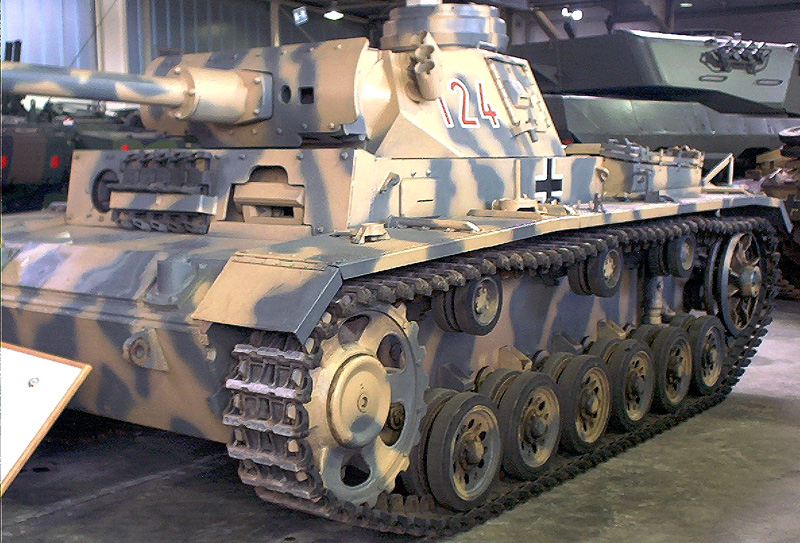
сіро-жовтий варіант камуфляжу

### розпізнавальні знаки

«Balkenkreuz» («балковий хрест»)

Вперше німецька національна емблема, так званий «Balkenkreuz» («балковий хрест»), з'явився на танках і броньовиках вермахту під час бойових дій в Польщі у вересні 1939 р. «Balkenkreuz» являв собою великий білий хрест з прямокутними рівними по довжині сторонами та призначався перш за все для візуальної ідентифікації власних бойових машин від техніки супротивника. Причому, такі хрести не тільки наносилися на танки фарбою, а й виготовлялись з листів тонкого металу і приварювались на бортах та баштах бойових машин.
Проте, перші ж бої показали, що великі білі хрести сильно демаскують техніку і є відмінною мішенню для польських протитанкових гармат. Тому багато танкових екіпажів вермахту для маскування стали замазувати хрести брудом. Пізніше було розпорядження про зафарбовуванні центру хрестів темно-жовтою фарбою, (використовуваної для нанесення на танки дивізійних значків), а білої залишалося тільки окантовка хреста.

### тактичні знаки
практично всі бойові машини німецької армії під час війни мали тактичні знаки, що показують, до якого підрозділу вони належать. Ці позначення були запозичені з німецької військової картографії і пристосовані для використання на бойових машинах. Знаки зазвичай наносилися білою фарбою, але під час бойових дій взимку, коли техніка забарвлювалася в зимовий камуфляж, використовувалися інші кольори — жовтий, червоний або чорний. Крім того, в деяких дивізіях тактичні знаки наносилися різними кольорами — білим, червоним, жовтим, синім і для різних підрозділів дивізії. Всі рекомендації з нанесення тактичних знаків були обумовлені в наказі Heeresdienstvorschrift 272 (HDv 272), а потім надруковані в спеціальному буклеті «Армійські тактичні позначення» («Taktische Zeichen des Heeres»). Тактичні позначення, затверджені наказом HDv 272, використовувалися з початку Другої світової війни і до кінця 1942 року.

## Оцінка машини
Танк PzKpfw III був в цілому типовим представником німецької школи танкобудування, але з деякими істотними особливостями, притаманним іншим конструкторським концепціям. Тому він, з одного боку, успадковував переваги та недоліки класичного компонування «німецького типу», а з іншого — не мав деяких негативних її особливостей. Зокрема, індивідуальна торсіонна підвіска з опорними котками малого діаметру була невластива німецьким машинам, хоча вона дуже добре себе зарекомендувала у виробництві та експлуатації. Пізніші «Пантери» і «Тигри» мали менш надійну в експлуатації та ремонті та конструктивно складнішу традиційну для німецьких танків «шахову» підвіску.
В цілому PzKpfw III був надійною, легкокерованою машиною з високим рівнем комфортності роботи для екіпажу, його модернізаційний потенціал для 1939—1942 років був цілком достатній. Раціональний розподіл обов'язків членів екіпажу та ряд конструктивних рішень цієї моделі (індивідуальна торсіонна підвіска) зробили великий вплив на радянську школу танкобудування. З іншого боку, незважаючи на надійність та технологічність, перевантажена ходова частина та недостатній діаметр погону башти, замалий для розміщення більш потужної гармати, не дозволили їй утриматися у виробництві довше 1943 року, коли всі резерви по перетворенню «легко-середнього» танка в повноцінний середній були вичерпані.

## Збережені екземпляри
- Київ. Panzer III Ausf. G пізнього випуску з гарматою 5 cm KwK 38 L/42 в експозиції Національного університету оборони[2].
- Сумська область. Корпус танка Ausf. G або більш пізньої модифікації в музеї «Спадщанський ліс»[2].